# 伊万里港

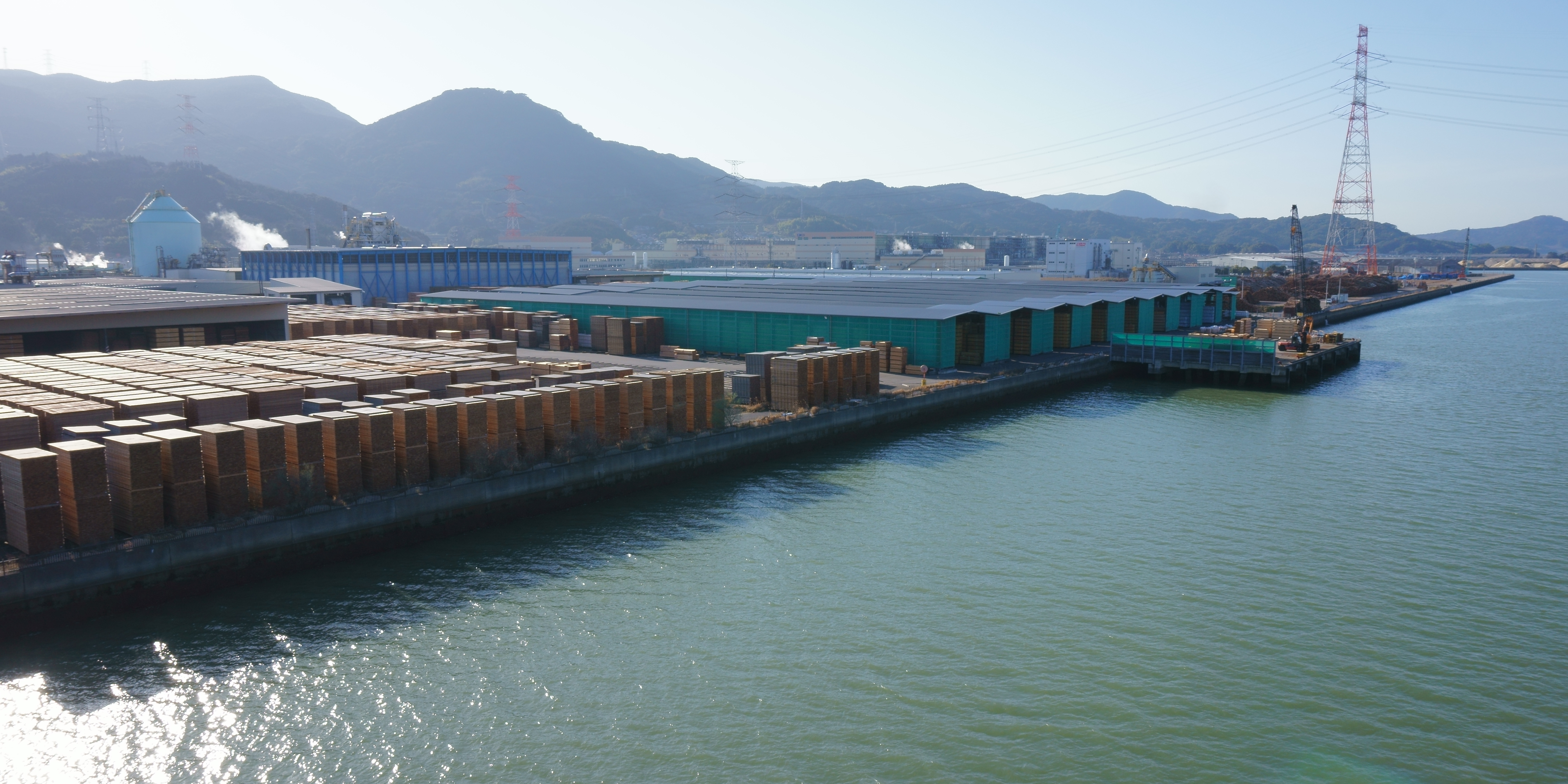
伊万里団地の木材倉庫

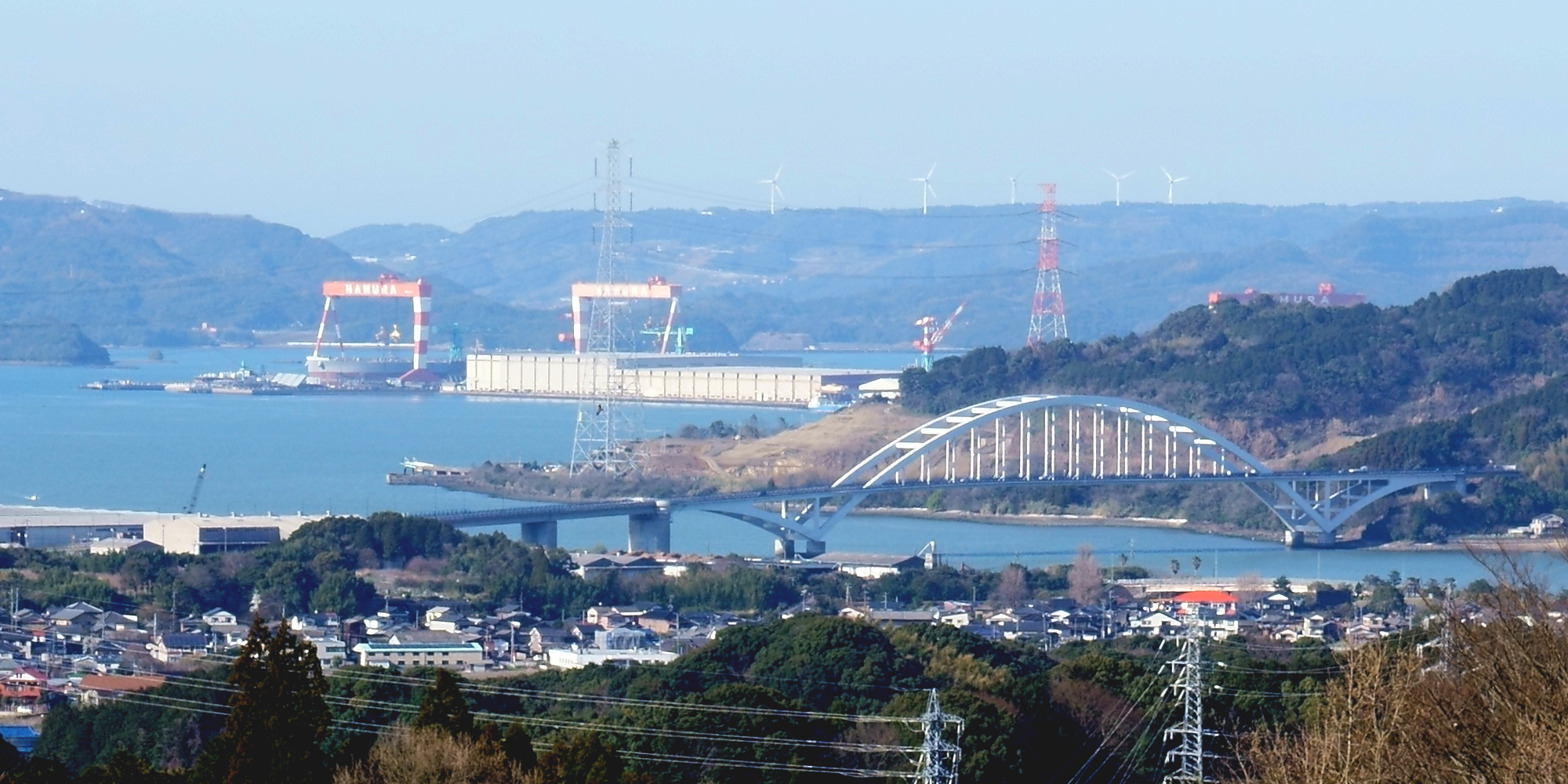
名村造船所（七ツ島）

伊万里港（いまりこう）は、佐賀県伊万里市にある港湾。港湾法による重要港湾で、港則法による特定港である。港湾管理者は佐賀県である。伊万里湾の奥部に位置する。湾内は水深があり天然の良港とされる。
伊万里周辺の炭鉱が栄えた時代はその積出港としても用いられ、1951年（昭和26年）には重要港湾の指定を受けた。取扱貨物の大半を石炭が占めていたが、炭鉱閉山後は港周辺に工業団地を造成し、工業製品の輸出入に重点を移した。近年はコンテナターミナルを整備し、アジア地域とのコンテナ輸送の拠点となっている。
2007年度の輸出額約710億円、輸入額約419億円。主な取扱品はセメント、砂砂利、原木など。

## 歴史
伊万里は江戸時代には佐賀藩の領地で、佐賀藩による有田焼の積み出し港として重要な位置を占めていた。有田の磁器は長崎出島を経由して欧州へ輸出され、本港の名から「古伊万里（オールド・イマリ）」とも称された。
明治時代には佐世保と軍港誘致を巡って争ったが、海軍により佐世保港が選ばれた。戦後、海上自衛隊基地が置かれる際にも誘致合戦が起こっている。

## 施設
- 七ツ島地区
  - コンテナターミナル - 水深13mの大型コンテナ船寄港可能な岸壁が整備され、2013年に供用を開始した。
  - 七ツ島工業団地
  - 名村造船所
- 浦ノ崎地区
- 久原北地区
  - 伊万里港湾合同庁舎
  - 門司税関伊万里税関支署
- 久原南地区
  - 伊万里団地（工業団地）
  - 佐賀大学海洋エネルギー研究センター - 伊万里団地内に設置されている。
  - 伊万里湾大橋
  - 伊万里湾大橋球技場
- イマリンビーチ - 人工海浜の海水浴場。

## 航路
旅客
- 2009年現在、旅客航路はないが、浦ノ崎地区に隣接する浦ノ崎漁港近くから福島行きの湾内航路が存在する。

貨物
- 大連航路（大連 - 青島 - 伊万里 - 広島）
- 上海航路（寧波 - 上海 - 伊万里 - 福山 - 水島 - 広島 - 志布志 - 天津 - 大連 - 青島 - 福山 - 水島 - 広島 - 志布志）
- 華南ラウンド航路（香港 - 蛇口 - 厦門 - 釜山 - 伊万里 - 釜山）

## 沿革
- 1951年（昭和26年）1月19日 - 重要港湾に指定される。
- 1967年（昭和42年）6月1日 - 関税法による開港に指定される。
- 1997年（平成9年） - 釜山港との間に定期コンテナ航路開通。
- 2003年（平成15年） - 港入口に伊万里湾大橋が開通。

## 周辺
- 松浦鉄道久原駅 - 港湾合同庁舎の最寄り駅。